# 奇切斯特 (英國國會選區)
奇切斯特（英語：Chichester），英國國會一郡選區，包括英格蘭東南部奇切斯特區大部。
始設於1295年，1886年年被撤銷前應選兩席。1885年恢復以來一直支持保守黨，只有1923年一次例外，當時選民支持自由黨。2010年大選中安德魯·泰瑞以55.3%選票勝出該區成功連任，2017年由黨友喬芝蘭接任。